# Gobierno General de Varsovia
El Gobierno General Imperial Alemán de Varsovia (del alemán: das kaiserlich deutsche Generalgouvernement Warschau) o simplemente Gobierno General de Varsovia fue un distrito administrativo civil creado por el Imperio alemán durante la Primera Guerra Mundial. Albergaba la mayor parte de las zonas noroccidentales de las antiguas Tierras del Vístula, gobernada por el Imperio ruso (Zarato de Polonia), que cubría casi toda su mitad.

## Creación
Como resultado de la ofensiva de las Potencias Centrales llevada a cabo entre mayo y agosto de 1915 la totalidad del territorio del Zarato de Polonia se encontraba bajo la ocupación del Imperio alemán y del Imperio austrohúngaro. Así, el Gobierno General de Varsovia abarcó las Gobernaciones de Kalisz, Varsovia, Płock, Łomża, que forman parte de las provincias de Piotrków Trybunalski y Siedlce.
Como resultado de la conferencia de Pszczyna del 5 de noviembre de 1916, el Imperio alemán y el Imperio austrohúngaro emitieron la Ley del 5 de noviembre, que anunciaba la creación de un nuevo Estado polaco.

## Evolución
Aunque inicialmente formaba parte del Ober Ost bajo la autoridad del general Erich Ludendorff, luego de los avances militares en la ofensiva de Gorlice-Tarnów, el territorio adquirió una administración separada en octubre. Continuó existiendo incluso después de la fundación de la Regencia de Polonia, un gobierno títere de las Potencias Centrales. Su gobernador general fue Hans von Beseler, quien estuvo el cargo por la duración entera de su existencia. La sede del Gobierno General estaba ubicada en el Castillo Real de Varsovia, mientras que la sede del gobernador general estaba en el Palacio Belwederski, también en Varsovia.
Asimismo, existió una contraparte al sur, controlada por el Imperio austrohúngaro, que fue denominada Gobierno General de Lublin.
El 18 de octubre de 1916, fue implementada una administración conjunta para los dos distritos del antiguo Zarato de Polonia, con un funcionario civil alemán Wolfgang von Kries nombrado como el primer jefe de la administración propuesta. Como resultado de la conferencia de Pszczyna del 5 de noviembre de 1916, el Imperio alemán y el Imperio austrohúngaro emitieron la Ley del 5 de noviembre, que anunciaba la creación de un nuevo Estado polaco.
El 9 de diciembre de ese año, Wolfgang von Kries fundó un banco central polaco que emitió una nueva divisa: el marco polaco (Marka polska).

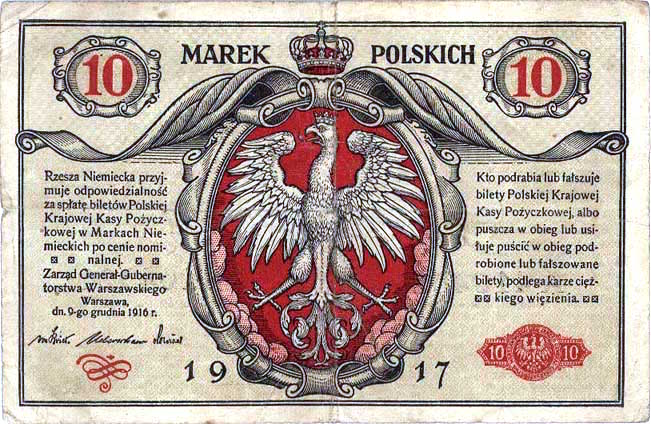
Diez marcos polacos, 1917.

Durante la ocupación, las autoridades alemanes reclutaron a polacos para realizar trabajos forzados para reemplazar a los trabajadores alemanes que se habían enlistado en el ejército.
El Gobierno General de Varsovia contó con dos jefes de la administración conjunta:
- Wolfgang von Kries (18 de octubre de 1915 - 26 de noviembre de 1917)
- Otto von Steinmeister (26 de noviembre de 1917 - 6 de octubre de 1918)